# Truppenübungsplätze Jüterbog Ost und West
Truppenübungsplätze Jüterbog Ost und West este o arie protejată (arie de protecție specială avifaunistică — SPA) din Germania întinsă pe o suprafață de 15.971,59 ha, integral pe uscat.

## Localizare
Centrul sitului Truppenübungsplätze Jüterbog Ost und West este situat la coordonatele 52°02′14″N 13°11′20″E / 52.0372°N 13.1889°E.

## Înființare
Situl Truppenübungsplätze Jüterbog Ost und West a fost declarat arie de protecție specială avifaunistică în iunie 2004 pentru a proteja 23 de specii de animale.

## Biodiversitate
Situată în ecoregiunea continentală, aria protejată nu include niciun habitat protejat.
La baza desemnării sitului se află mai multe specii protejate de  păsări (23): fâsă-de-câmp (Anthus campestris), caprimulg (Caprimulgus europaeus), Charadrius dubius curonicus, erete vânăt (Circus cyaneus), erete cenușiu (Circus pygargus), ciocănitoarea de stejar (Dendrocopos medius), ciocănitoare neagră (Dryocopus martius), presură de grădină (Emberiza hortulana), Falco peregrinus peregrinus, șoimul rândunelelor (Falco subbuteo), Grus grus grus, sfrâncioc roșiatic (Lanius collurio), sfrâncioc mare (Lanius excubitor excubitor), ciocârlie de pădure (Lullula arborea), gaia neagră (Milvus migrans), gaia roșie (Milvus milvus), vultur pescar (Pandion haliaetus), viespar (Pernis apivorus), lăstun de mal (Riparia riparia), mărăcinar (Saxicola rubetra), sitar de pădure (Scolopax rusticola), silvie porumbacă (Sylvia nisoria), pupăză (Upupa epops).